# Seznam řeckých fotografů
Seznam významných fotografů, kteří se narodili v Řecku nebo jejichž díla jsou s touto zemí úzce spjata.

## A
- Ianna Andreadisová (* 1960) fotografka

## B
- Yannis Behrakis (1960–2019), řecký fotožurnalista a hlavní redaktor společnosti Reuters
- Kostas Balafas (1920–2011)

## D
- Yiorgos Depollas (* 1947)

## E
- Nikos Economopoulos (* 1953, Νίκος Οικονομόπουλος, Nikos Oikonomopoulos)

## G
- Anastasios Gaziadis (1855–1931), fotografoval hlavně řecké loďstvo

## H
- Tzeli Hadjidimitriou (* 1962, Jelly Hadjidimitriou, Τζέλη Χατζηδημητρίου)
- Dimitris Harissiadis (1911–1993)

## L
- Johan Lolos (* 1987)

## K
- Athanassios Kalogiannis (1965–2017), řecký olympijský překážkář a fotograf módy
- Dimitar Kavra (1835–1908), řecko-bulharský fotograf
- Mary Kay, krajinářská fotografka
- Dimitrios Konstantinou (?)
- Yannis Kontos (* 1971)

## M
- Janaki a Milton Manaki, balkánští fotografové a filmaři, průkopníci těchto umění na poloostrově
- Vassilis Makris (* 1958, Βασίλης Μακρής)
- Filippos Margaritis (1839–1892)
- Spyros Meletzis (1906–2003)
- Petros Moraites (1832–1905)

## N
- Nelly's, Elli Souyioultzoglou-Seraïdari (1889–1998), fotografka

## P
- Dimitris Papadimos (1918–1994)
- Leonidas Papazoglou (1872–1918)
- Voula Papaioannou (1898–1990) dokumentární fotografka

## S
- John Stathatos (* 1947)
- Stefanos Stournaras (1867–1928) řecký malíř a fotograf, průkopník fotografie ve Volosu.

## T
- Athena Tacha (* 1936)
- Nikólaos Tompázis, (1894–1986)

## X
- Alkis Xanthakis (* 1945), řecký historik fotografie, fotograf, profesor, spisovatel a sběratel

## Y
- Dimitris Yeros (* 1948)

## Z
- Bratři Zangakiové Adelphoi Zangaki (George a Constantine Zangaki)